# أيه سي/دي سي
إيه سي/دي سي (بالإنجليزية: AC/DC)‏ هي فرقة هارد روك أسترالية تشكلت في في نوفمبر من عام 1973 من قبل الأخوين الإسكتلنديي المولد مالكلوم وأنجوس يونغ.على الرغم من أن الفرقة عادة ما تصنف على أنها فرقة هارد روك أو بلوز روك وتعتبر من رواد موسيقى الهيفي ميتال، إلا أن أعضاءها يصنفون موسيقاهم دائما على أنها «روك أند رول».
تعرضت إيه سي/دي سي لعديد من التغييرات قبل أن يصدر ألبومها الأول، هاي فولتاج سنة 1975. ظلت عضويتها مستقرة حتى تم استبدال عازف غيتار البيس مارك إيفانز بـكليف وليامز عام 1977 في ألبوم باورج. في عام 1979، سجلت الفرقة ألبومهم الناجح جدا هاي واي تو هيل. توفي المغني الرئيسي والمشارك في كتابة الأغاني بون سكوت في 19 فيفري 1980 بعد استهلاكه لكمية كبيرة من الكحول. ففكرت الفرقة لفترة وجيزة في الانفصال، ولكن سرعان ما حل مغني فرقة جوردي السابق براين جونسون محل سكوت. في وقت لاحق من ذلك العام قامت الفرقة بإصدار ألبوم باك إن بلاك الذي حقق أعلى مبيعات لها.
الألبوم التالي للفرقة،  فور ذوز أباوت تو روك وي سالوت يو، كان أيضا على مستوى عال من النجاح وكان أول ألبوم يصل للمركز الأول في الولايات المتحدة.إنخفضت شهرة إيه سي/ دي سي بعد أن تم فصل لاعب الطبول فيل رود في عام 1983 وتم استبداله بعازف الطبلة المستقبلي في فرقة ديو سايمون رايت. وعاد فيل رود في 1994 (بعد أن تم الطلب من كريس سلايد المغادرة لصالحه)، وشارك في ألبوم الفرقة في عام 1995 بول برايكير.تم إصدار ألبوم ستيف أبر ليب سنة 2000 ولاقى استحسانا من النُقاد. أحدث ألبومات الفرقة =بلاك آيس ، تم إصداره في 20 أكتوبر 2008.
باع إيه سي/ دي سي أكثر من 200 مليون ألبوم في جميع أنحاء العالم، بما فيهم 71 مليون ألبوم في الولايات المتحدة. باع باك إن بلاك ما يقارب الـ45 مليون وحدة في جميع أنحاء العالم، 22 مليون في الولايات المتحدة وحدها، وهو خامس أعلى الأليومات مبيعا. تم ترتيب إيه سي/دي سي الرابعة على قائمة قناه في إتش وان «أفضل 100 فنان لموسيقي هارد روك» ولقب سابع «أعظم فرقة هيفي ميتال في التاريخ» من قبل قناة إم تي في. في 2004، تم ترتيب الفرقة في رقم 72 في قائمة مجلة رولينغ ستون ل «أفضل 100 فنان في التاريخ».

## التاريخ

### الاسم والخلفية
طور مالكولم وأنجوس فكرة اسم الفرقة بعد رؤيتهم للحروف الأولية «إيه سي/دي سي» علي مكنسة كهربائية.«إيه سي/دي سي» هو اختصار ل «التيار المتردد/التيار المباشر» («alternating current/direct current»).الاخوان شعرا أن الاسم يرمز لطاقة الفرقة الجديدة، أداءً مستمد من الطاقة، وحب لموسيقاهم. يًنطق " إيه سي / دي سي" حرفاً حرف، بالرغم من أن شهرة الفرقة معروفة «أكا دكا» ("Acca Dacca") في أستراليا.
الأشقاء مالكولم وأنجوس وجورج يانج ولدوا في جلاكسو باسكتلندا وانتقلوا إلي سيدني بأستراليا مع أغلب أسرتهم في عام 1963. جورج كان أول من تعلم العزف علي الجيتار. أصبح عضوا في فرقة Easybeats، أشهر فرقة في أستراليا في عام الستينيات.في عام 1966، أصبحت أول فرقة روك محلية تعمل لتصل إلي أفضل الأغاني العالمية بأغنية "يوم الجمعة في بالي" مالكولم اتبع خطى جورج بالعزف مع فرقة نيوكاسل، بنيو ساوث ويلز، تسمي "Velvet Underground"(و لا يجب الخلط بينها وبين فرقة Velvet Underground ومقرها نيويورك).

### السنوات الأولى: 1973-1974 (عصر ديف ايفانز)
في تشرين الثاني / نوفمبر 1973، مالكولم وانجوس يانج كونوا إيه سي/دي سي والعضو الجديد عازف الجيتار لاري فان كريدت، والمغني دايف إفانس، وكولين بيرجس، عازف الطبلة السابق في فرقة ماستر أبراننتيس. عزفت الفرقة أول مرة في نادي اسمه تشيكرز في سيدني في ليلة رأس السنة عام 1973. ووقعوا لاحقا علي عقد مع شركة إنتاج
EMI-distributed Albert Productions بأستراليا ونيوزيلاندا.القائمة الأولي للفرقة تغيرت كثيرا، كولين بيرجس كان أول عضو يتم فصله، والعديد من عازفين الجيتار والطبلة مروا بالفرقة
القائمة الأولي لأعضاء الفرقة تغيرت كثيرا؛ بيرجس كولن هو أول عضو يتم طرده، ومر بالفرقة خلال العام التالي عدداً من عازفي الجيتار وعازفين الطبلة.
وبحلول ذلك الوقت، كان قد تبني شكل زي مسرح المدرسة. الزي الأصلي كان أصلا زي المدرسة الثانوية، أشفيلد الثانوية بنين بسيدني، وكانت الفكرة فكرة أخته مارجريت.جرب أنجوس أزياء أخرى مثل الرجل العنكبوت وزورو وغوريلا ومحاكاه ساخرة لسوبر مان تدعي سوبر-أنج. في الواقع أن في الأيام الأولى، معظم أعضاء الفرقة كانوا يرتدون زي مبهر من الساتان ولكن تم التخلي عن ذلك النهج عندما اكتشفوا ان فرقة ملبورن سكاي هوكس ‏ كانوا قد اعتمدوا ذلك الزي في عروضهم علي خشبة المسرح.
الاخوة يانج قرروا أن إيفانز لم يكن مناسبا كمغني رئيسي للفرقة، وذلك لأنهم رأو انه أكثر
أنه من مغني روك مبهر مثل جاري جليتر. كان يتم استبدال إيفانز أحيانا علي خشبة المسرح بالمدير الأول للفرقة دينيس لافلين والذي كان المغني الرئيسي الاصلي للفرقة مع شيربت قبل أن ينضم داريل بريثويت إلي الفرقة.لم يكن أيفانز علي علاقة جيدة مع لافلين، والذي اشترك أيضا في نفس الشعور السيء تجاه إيفانز. وفي غضون ذلك كان يرغب رونالد بيلفورد "بون" سكوت، وهو مطرب ذو خبرة وصديق لجورج يانج، في أن يصبح مغني الفرقة معهم.

### عصر بون سكوت: 1974-1980
في أيلول / سبتمبر 1974، حل بون سكوت محل ديف إيفانز. سجلت الفرقة أغنية واحدة فقط مع إيفانز "ممكن أن أجلس بجانبك، يا فتاه" / "روكينج إن ذا بارلور"، وفي النهاية تم إعادة تسجيل الأغنية مع بون سكوت باسم "ممكن أن أجلس بجانبك يا فتاة" (أغنية رقم 7 في الألبوم الأسترالي تي.إن.تي. ورقم 6 في الإصدار الدولي لألبوم هاي فولتاج "الجهد العالي"").
بحلول كانون الثاني / يناير 1975، تم تسجيل الألبوم الأسترالي الوحيد هاي فولتاج. استغرق فقط عشرة أيام واستند إلي الكتابة ذات الأثر للأغاني التي كتبها الأشقاء يانج، مع إضافة كلمات من قبل سكوت. في غضون شهور قليلة استقرت قائمة الأسماء الخاصة بالفرقة، الأشقاء يانج، عازف الجيتار مارك إيفانز وعازف الطبلة فيل رود.في وقت لاحق من ذلك العام أصدروا أغنية «إنه طريق طويل للقمة (إذا أردت أن تقوم بالروك أند الرول»، والتي أصبحت نشيد الروك الشخصي لهم. وتم إدراجها في ألبومهم الثاني تي.إن.تي، والذي صدر أيضا في أستراليا ونيوزيلندا.قدم الألبوم أغنية كلاسيكية أخرى «هاي فولتاج» («عالية الجهد»).
بين عام 1974 وعام 1977، وبمساعدة الظهور المنتظم علي برنامج  كاونت داون الخاص بـمولي ميلدرام، وهو برنامج تلفزيوني محلي لإذاعة موسيقي البوب، أصبح إيه سي/دي سي من أشهر وأنجح الفٍرق في أستراليا.عرضهم في 3 أبريل 1977 كان آخر ظهور تلفزيوني لهم لما يزيد عن عشرين سنة.

#### النجاح الدولي: 1977-1980

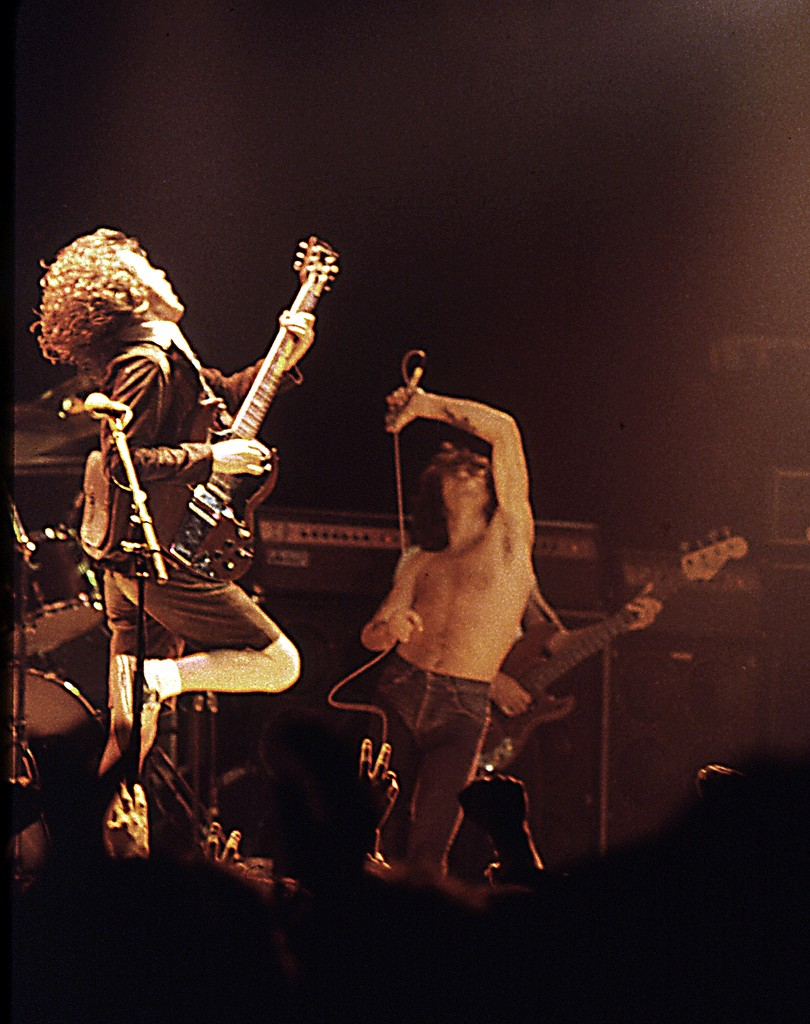
المغني السابق بون سكوت (وسط) مصور مع عازف الجيتار انجوس يونغ (على اليسار) وعازف الباص جيتار كليف وليامز (الخلف)، يعزفوا في قاعة أولستر، أغسطس 1979

في عام 1976 وقعت الفرقة اتفاقية دولية مع شركة تسجيلات أتلانتيك وقاموا بجولات علي نطاق واسع في جميع أنحاء أوروبا.اكتسبوا خبرة لا تقدر بثمن من تلك المرحلة التجوالية، داعمين فرق هارد روك رائدة مثل بلاك ساباث، إيروسميث، كيس، ستيكس وبلو أويستر كالت، وتشاركوا في نفس المكانة مع تشيب تريك.
أول ألبوم لـ إيه سي/دي سي أدي إلي اكتسابهم شهرة في التوزيع في جميع أنحاء العالم كان ألبوم تجميعي سنة 1976 لأغاني مأخوذة من ألبومي هاي فولتاج و تي.إن.تي.ُُسُمي أيضا هاي فولتاج، وأصدرته شركة أتلانتيك للتسجيلات، باع الألبوم ثلاثة ملايين نسخة في جميع أنحاء العالم،  يرجع ذلك غالبا لشعبيتهم مع جمهور البانك الإنجليزي. اختيار الأغاني كان مبنيا علي أساس ترجيح الأغاني الأحدث لألبوم تي.إن.تي، وأدرجوا أغنيتان فقط من الألبوم الأول. الألبوم التالي للفرقة هو ديرتي ديدز دان ديرت تشيب  («الأعمال القذرة تتم بسعر رخيص»، وصدر في نفس العام في النسخة الأسترالية والنسخة الدولية، مثل سابقته.قائمة الأغاني اختلفت في جميع أنحاء العالم، والنسخة الدولية للألبوم أيضا قدمت أغنية «روكر» من ألبوم تي.إن.تي. النسخة الأصلية الأسترالية تضمنت أغنية «جيل بريك» («الهروب من السجن») (الآن متاحة علي الألبوم التجميعي لسنة 1974 جيل بريك أو من نسخة مباشرة من ألبوم لايف  لعام 1992).الأفعال القذرة لم يتم إصداره في الولايات المتحدة حتي عام 1981، وهو الوقت الذي أصبحت فيه الفرقة في أوج مجدها.
بعد تسجيل «ليت ذير بي روك» («يجب أن يكون هناك روك»)، تم طرد لاعب الجيتار مارك إيفانز بسبب وجود خلافات شخصية مع أنجوس يانج. وتم استبداله بكليف وليامز، الذي كان يقدم دعم صوتي بجانب مالكلوم يانج.لم يكن للأخوة يانج أي علاقة برحيل إيفانز، بالرغم من أن ريتشارد جريفيث المدير التنفيذي لشركة إبيك للتسجيلات ووكيل حجوزات لـ إيسي/دي سي في منتصف السبيعنات، علق لاحقا «أنت تعرف أن مارك لم يكن سيبقي، هو شاب لطيف أكثر من اللازم».

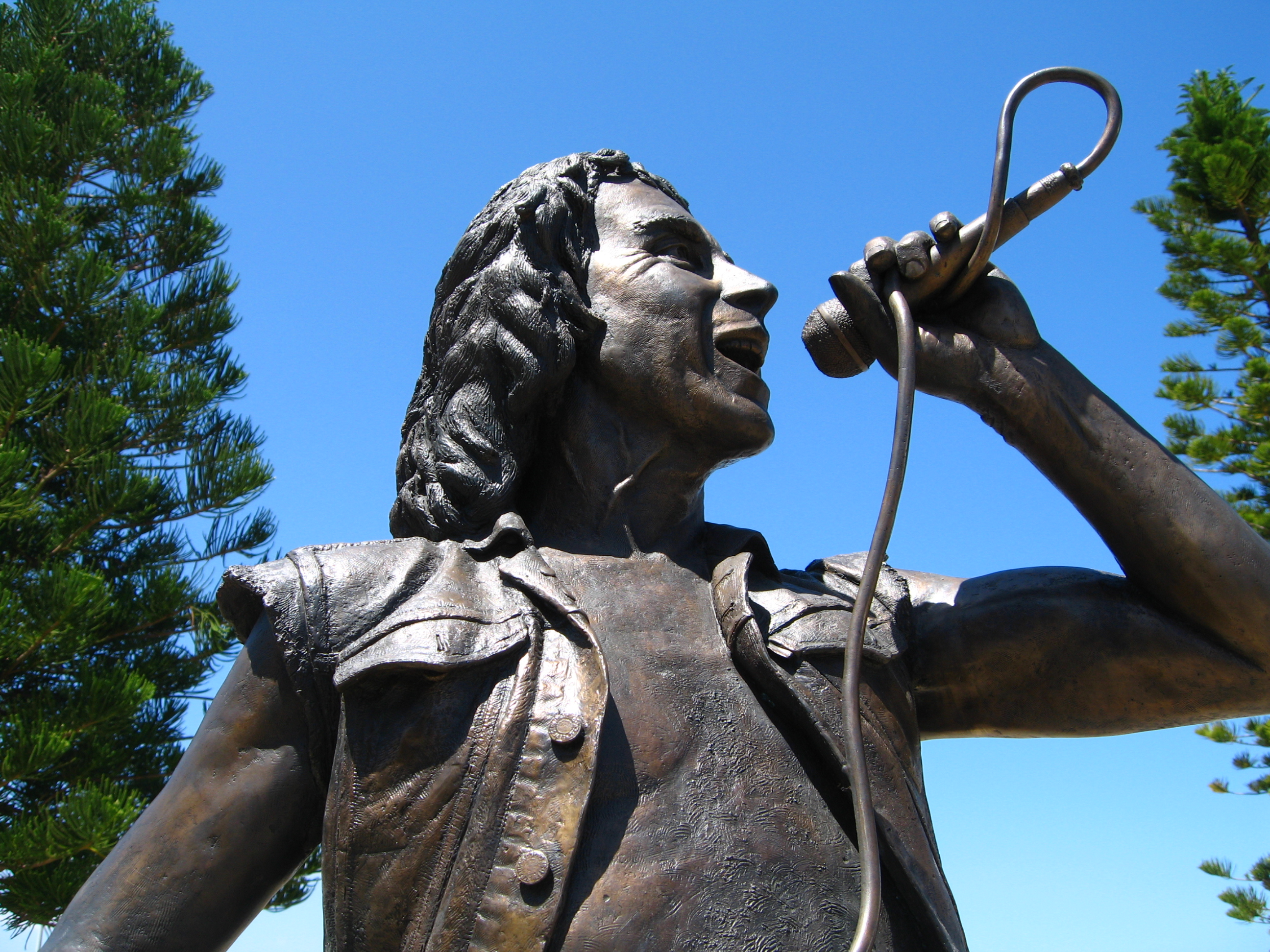
تمثال من البرونز لبون سكوت، موجود في فريمانتل بغرب أستراليا في تشرين الأول / أكتوبر 2008

كان إيه سي/دي سي له تأثير تقويمي علي الموجة الجديدة لفرق الهيفي ميتال في بريطانيا والتي ظهرت في أخر السبعينيات، مثل ساكسون وأيرون مايدن، إلي حد ما كرد فعل علي تراجع فرق الهيفي ميتال التقليدية في بداية السبعينيات.
في عام 2007، لاحظ النقاد أن إيه سي/ دي سي إلي جانب ثين ليزي ويو إف أو، وسكوربيانز وجوداز بريست، كانوا من بين «الجيل الثاني للنجوم الصاعدون المستعدين للقيام بالعمل الذي لم تستطيع الفرق التقليدية القديمة فعله»
أول ظهور لـ إيه سي/دي سي في أمريكا كان من خلال محطة إذاعة ميتشجان AM 600 WTAC في عام 1977.حجز مدير المحطة، بيتر سي كافانو الفرقة للعب في مسرح كابيتول بـ فلينت. الفرقة التي كانت تلعب أيضا في الحفلة كفرقة داعمة كانت إم سي5، والتي تم لم شملها من وقت قريب ووافقوا علي اللعب في ذلك الحدث. افتتحت الفرقة بأغنية مشهورة «لايف واير» وأنهوا الحفل بـ «إنه طريق طويل إلي القمة (إذا أردت أن تقوم بالروك أند رول)»
تم تعريف إيه سي/دي سي بأنها فرقة بانك روك «punk rock» من قبل الصحافة البريطانية.و لكن تمكنت سمعتهم من النجاة من اضطرابات البانك في أواخر السبعينيات، واستمروا في كونهم جماعة ذات معجبين في بريطانيا طوال ذلك الوقت. اكتسب أنجوس يانج شهرة سيئة نتيجة لظهوره بشكل يخدش الحياء خلال العروض الحية.
أصدروا في عام 1978 باوريدج  والذي شهد أول ظهور ل كليف وليامز، وبموسيقاهم القوية ‏ متبعين نفس النهج لأغنية ليكن هناك روك. أغنية واحدة منفردة صدرت عن باوريدج، «روك أند رول داميناشان» وأُعطي إيه سي/دي سي أعلي المراكز في ذلك الوقت ليصل إلي المركز رقم 24.ظهوره علي مسرح أبلو في جلاكسو خلال جولة ألبوم باروديدج  تم تسجيلها وإصدارها كـ «If You Want Blood You've Got It» («إذا كنت تريد دماّ يجب أن يكون لديك»)، قدموا أغاني مثل «هول لوتا روزي»، «بروبلم تشايلد» و"ليت ذير بي روك" وأيضا من الألبومات الأقل شهرة أغنية «ريف راف» كان الألبوم هو أخر إنتاح ل هاري فاندا وجورج يانج مع بون سكوت كمغني (بالرغم من أن فاندا ويانج قاموا بالغناء في Who Made Who, Blow Up Your Video وStiff Upper Lip) وهو من أقل ألبومات إيه سي/دي سي شهرة.
الشهرة الكبيرة في حياة الفرقة المهنية حدثت بالتعاون مع المنتج "مات" لانج في ألبومهم السادس هاي واي تو هيل  («الطريق إلي جهنم») الذي صدر في عام 1979.أصبح أول ألبوم لـ إيه سي/ دي سي يخترق قائمة أفضل 100 أغنية في الولايات المتحدة، ليصل في النهاية إلي مركز 17،  ودفع بـ إيه سي/دي سي إلي مراتب عالية ضمن فرق الهارد روك. كان لـ هاي واي تو هيل كلمات تبعد عن الكلمات الوقحة والكوميدية للتتجه إلي مواضيع روك مركزية، لتضع تشديد زائد أكثر علي الأصوات الداعمة ولكن لا يزال يقدم توقيع إيه سي/ دي سي الصوتي: عالي، بسيط، موسيقي ذو إيقاع قوي وقرع عالي. الأغنية الأخيرة «نايت براولار» («الصائد الليلي») لها نفسان سريعان متتابعان في بداية الأغنية ومقصود منها خلق نبرة من الخوف والكراهية.

#### وفاة سكوت: 1980
في 19 فبراير 1980 توفي بون سكوت بعد ليلة من الإفراط في شرب الخمر بلندن وتُرك في سيارة يملكها أحد معارفة بدعي أليستر كينير. في صباح اليوم التالي، نقله كينير إلي المستشفي الجامعي كينج في كامبرويل، حيث تم إعلان خبر وفاة سكوت. كان سبب الوفاة هو دخول طموح الرئويالقيء الرئة، والسبب الرسمي هو «تسمم كحولي حاد» و«موت في حادثة سوء حظ». قامت عائلة سكون بدفنه في فريمانتل في غرب أستراليا، المنطقة التي هاجروا منها عندما كان ولد صغير.
تناقض روايات وفاة سكوت أدت إلي ورود نظريات المؤامرة، والتي أشارت إلي أن سكوت توفي بسبب جرعة زائدة من الهيروين، أو أنه توفي نتيجة لدخان العادم المتسرب إلي السيارة، أو أن كينير لا وجود له. وبالإضافة إلى ذلك، كان سكوت يعاني من الربو، ، وكانت درجة الحرارة دون الصفر في صباح يوم وفاته.

### عصر بريان جونسون: 1980 حتى الآن

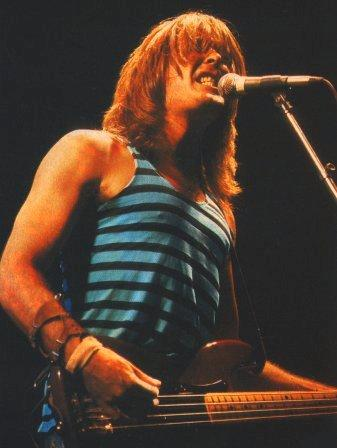
كليف وليامز في عام 1981 خلال جولة Those About to Rock

فكرت الفرقة لفترة وجيزة عقب وفاة سكوت بالاعتزال، قرروا في النهاية أنه برغم ما حدث، كان سيود سكوت لـ إيه سي /دي سي أن تستمر، وأخذ في اعتبار العديد من المرشحين ليحلوا محله، بما فيهم باز شيرما عضو سابق في فرقة موكسي والذي لم يتستطيع الانضمام لوجود مشاكل صوتية،  والمغني السابق لفرقة باك ستريت كراولر تيري سليسر، والذي رفض هذه الفرصة عندما قرر ألا ينضم لفرقة مؤسسة وبدلا من ذلك قرر أن يبدأ مهنة الغناء المنفرد.أعضاء إيه سي/دي سي الباقيين قرروا أخيرا اختيار مغني فرقة جيوردي السابق براين جونسون.
تذكر أنجوس يانج لاحقا «أتذكر بون يعزف لي ليتل ريتشارد، ثم يقول لي القصة عندما رأي براين يغني».و يقول عن هذه اللية «هناك رجل يصرخ بأعلي رئتيه ثم فجأة تدرك أنه كان يرتب لعمل شيء» وهو على الأرض يدور ويصرخ. اعتقدت إن ذلك كان عظيما، ثم لكي يكمله بطريقة صحيحة لا تستطيع أن تحصل علي إعادة أفضل، إنها تحدث وتسلبه تحكمه في نفسه. لاحقا في تلك الليلة، تم تشخيص حالة جونسون بالتهاب في الزائدة الدودية، والتي كانت سببا التوائه علي المسرح تلك الليلة.
غني جونسون للاختبار «هول لوتا روزي» من ألبوم ليت ذير بي روك وأغنية آيك وتينا تيرنر «نات بوش سيتي ليمت». تم تعينه بعد أيام من الاختبار.
أكملت الفرقة كتابة الأغاني مع برايان جونسون التي تم البدء بها مع بون سكوت لألبوم باك إن بلاك.
تم التسجيلات في إستديوهات كومباس بوينت في جزر الباهاما بعد وفاة سكوت بعدة أشهر.أنتج باك إن بلاك مات لانج وسجله توني بلات، وأصبح الألبوم الأكثر مبيعا وعلامة في موسيقي الروك أند رول، تضمن أغاني ناجحة مثل«هيل بيلز» و«يو شوك مي أول نايت لونج» وأغنية باك إن بلاك. أخذ الألبوم البلاتينية بعد إصداره بثلاث شهور، وبحلول عام 2007 كان قد باع أكثر من 22 مليون نسخة في الولايات المتحدة، ليكون أعلي رابع ألبوم مبيعا في الولايات المتحدة. وصل الألبوم للمركز رقم 1 في المملكة المتحدة وفي المركز رقم 4 في الولايات المتحدة، حيث ظل 131 أسبووع في قائمة بيل بورد لأفضل ألبومات.
الألبوم التالي، لسنة 1981 «For Those About to Rock We Salute You»، وباع أيضا بشكل جيد ولاقى استحسانا من النقاد. قدم الألبوم أغنيتان من أشهر أغاني الفرقة المنفردة، «ليتس جيت أب» وأغنية اسم الألبوم For Those About to Rock، والتي وصلت للمركز رقم 14 و15 في بريطانيا علي التوالي. إنفصلت الفرقة عن لانج ليقوموا بإنتاج ألبوم خاص بهم بنفسهم سنة 1983،
Flick of the Switch، كمحاولة لمعلاجة سطحية وبساطة ألبوماتهم الأولي.

#### رحيل رود والانخفاض التجاري: 1983-1987
انتشرت شائعات في الوسط أن إدمان عازف الطبلة فيل رود على الكحوليات وأدوية علاج مرض الارتياب «بارانويا» مما أفسد صداقته مع مالكلوم يانج وبعد فترة طويلة من البرودة بينهم، نمي كره الرجلين بعضهما البعض بقوة وتشاجروا.تم طرد فيل ساعتين بعد الشجار. تم تحضير جلسات تمهيدية مع عازف الطبلة بي. جيه. ويلسون للمساعدة في استكمال التسجيلات، ولكن جزء العرف علي الطبلة الخاص به لم يستخدم. بالرغم من أن رود كان قد استكمل تسجيل الجزء الخاص بالعزف علي الطبلة للألبوم التالي، تم استبداله بـ سيمون رايت في صيف 1983 بعد أن أقامت الفرقة اختبار لأشخاص غير معروفين.
في وقت لاحق من هذه السنة أصدر فريق إيه سي/دي سي ألبوم من إنتاجهم الخاص " Flick of the Switch "، والذي كان أقل نجاحا من الألبومات السابقة، وكان يعتبر غير متطور ولا يترك ذكري. ذكر أحدالنقاد أن "الفرقة قامت بتسجيل الألبوم تسع مرات". تم التصويت لـ إيه سي/دي سي كأكبر ثامن خيبة أمل لعام 1984 طبقا لمجلة Kerrang.استفتاء القراء.ومع ذلك، وصل في ألبوم "Flick of the Switch ".النهاية في قائمة أفضل ألبوم في بريطانيا ووصل للمركز رقم 4،  وإيه سي/دي سي كان له ناجح طفيف بأغنية "Nervous Shakedown" وأغنية "Flick of the Switch".أنتج الأشقاء يانج ألبوم "Fly on the Wall" في سنة 1985، والذي أُعتبر أيضا بلا روح وإتجاه. فيديو موسيقي يحمل نفس اسم الألبوم يقدم الفرقة في حانة تعزف خمسة أغاني من أغنيات الألبوم العشرة.
في عام 1986، عاد الفريق مرة أخرى لقوائم أفضل الأغاني مع الأغنية المصنوعة للإذاعة «Who Made Who» ألبوم «Who Made Who» كان الموسيقي التصويرية لفيلم ستيفن كينج «ماسكيموم اوفردرايف» وهو أقرب ألبوم للفرقة لتقوم بإصدار مجموعة «جريتست هيتس» وهو الأمر الذي رفضه إيه سي/دي سي دائما. جمع معا أقدم أنجح أغانيهم مثل «You Shook Me All Night Long" and "Ride On» و"Ride On"، مع أغاني أحدث مثل أغنية "Who Made Who" ومعزوفتان جديدتان «دي.تي.» و"Chase the Ace".
في شباط / فبراير 1988، دخل إيه سي/دي سي إلي قاعة الشهرة في اتحاد صناعة التسجيلات بإستراليا.

#### تجديد الشعبية: 1987-2000
ألبوم إيه سي دي/دي سي لعام 1988 «Blow Up Your Video» تم تسجيله في إستديو ميرافال في لا فال بفرنسا، ولم شمل الفرقة مع منتجهم الأصلي هاري فاندا وجورج يانج.قامت الفرقة بتسجيل تسعة عشر أغنية، واختاروا 9 فقط للإصدار النهائي، بالرغم من أن الألبوم تم انتقاده بعد ذلك لاحتوائه علي «حشو» زائد،  فكان تجاريا ناجحا.'فجر الفيديو الخاص بك' باع نسخ أكثر من الألبومان السابقان معا ليصل إلي مركز رقم 2 في قوائم الأغاني البريطانية - وهو أعلي مركز يصله إيه سي/دي سي منذ «باك إن بلاك» عام 1980.البوم قدم أغنية قائمة أفضل عشرون أغنية في بريطانيا "Heatseeker"  وأشهر أغاني مثل ""That's the Way I Wanna Rock and Roll".بدأت جولة ألبوم "The Blow Up Your Video " العالمية في فبراير 1988 في بيرث بأستراليا.ان نيسان / أبريل، بعد العروض في جميع أنحاء أوروبا، أعلن مالكلوم يانح أنه سوف يأخذ راحة من الجولات، وفي الغالب للعلاج من إدمانه الكحول.عضو آخر في أسرة يانج، ستيفي يونغ، هو الذي تولى مؤقتا مكان مالكولم.

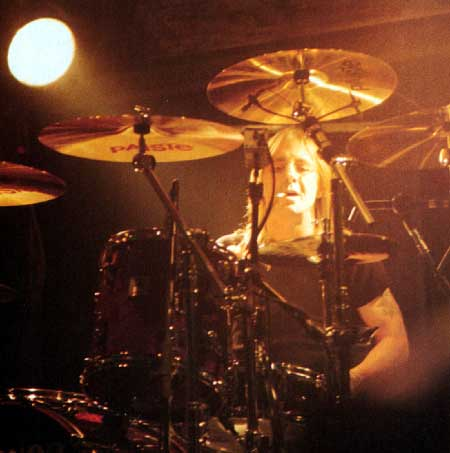
فيل رود يعزف في KeyArena في سياتل Ballbreaker خلال جولة في العالم في عام 1996

بعد الجوولة، ترك رايت المجموعة ليعمل علي العمل الثنائي القادم "أحبس الذئاب" والذي تم استبداله بالمخضرم كريس سلاد.كان جونسون غير متاحا لعدة أشهر عندما كان ينتهي من طلاقه،  ولذلك قام الأخوات يانج بكتابة كل أغاني ألبومهم التالي، الممارسة التي استمروا عليها في كل الإصدارات التالية إلي بلاك أيس  سنة 2008.الألبوم الجديد، ذا رازورس إيدج  "شفرات الحلاقة«تم تسجيله في فانوكفر بكندا وأنتجه بروس فيربريرن والذي عمل سابقا مع إيروسميث وبون جوفي.صدر في 1990، كان عودة ناجحة كبيرة للفرقة، وتضمن الأغنية الناجحة»ثاندرستراك «و»أر يو ريدي" واللتان وصلا للمركز رقم 5 و16 علي التوالي في قائمة بيلبورد Mainstream Rock Tracks وأغنية "موني توكس" ‏ والتي وصلت للمركز رقم 23 في قائمة بيلبورد هوت لأفضل 100 أغنية. أخذ الألبوم جوائز بلاتينية متعددة ووصل للقائمة أفضل عشرة في الولايات المتحدة.العديد من عروض جولات ألبوم رازور إيدج تم تسجيلها في ألبوم مباشر عام 1992 في ألبوم اسمه لايف.أنتج ألبوم لايف فيربيرن، ويعتبر الآن واحد من أفضل ألبومات الحفلات المباشرة  في التسيعنات. وبعد ذلك بعام، سجل إيه سي/دي سي "بيج جن" للأغنية التصويرية لفيلم أرنولد شوارزينغر لاست أكشن هيرو، وتم إصدارها كأغنية منفردة لتصل للمركز رقم 1 في قائمة مينستريم روك بالولايات المتحدة، أول أغنية منفردة للفرقة تصل للمركز رقم1 في تلك القائمة.
في 1994، دعا مالكولم وانجوس رود في عدد من جلسات لعب الموسيقي الشخصية.في النهاية تم إعادته ليحل محل سلاد، الذي كان رحيله الودي كان يرجع جزئيا لرغبة الفرقة القوية لتعيد العمل مع رود.في 1995، مع تجمع قائمة أعضاء الفرقة لسنة 1980-83، سجل الفريق بول بريكر ‏، وسجلها في إستديوهات اوشن واي بلوس انجلوس كاليفورنيا، وأنتجه ريك روبن. أول أغنية للألبوم كانت "قوي كالصخرة".تم إصدار أغنيتان أخريتان من الألبوم "هيل سيزر «و»كوفر يو إن اويل"
في عام 1997، تم إصدار صندوق به مجموعة ألبومات أطلق عليه بون فاير.إحتوي علي أربع ألبومات، نسخة معدلة من باك إن بلاك ؛ فولتس  وألبومان لحفلتان مباشرتان، حفلة حية من إستديوهات اتلانتيك  وليت زير بي روك: الفيلم.تم تسجيل الحفلة المباشرة من إستديوهات أتلانتيك  في 7 ديسمبر 1977 في إستديوهات أتلانتيك في نيويورك.ليت زير بي روك: الفيلم تم تسجيله علي إسطوانة مزدوجة في عام 1979 في بافيلون دي باريس وكانت الموسيقي التصويرية لفيلم إيه سي/دي سي: ليت زير بي روك. نسخة الولايات المتحدة من الصندوق الذي به مجموعة الألبومات به أيضا كتيب ملون، بوستر ثنائي الأوجه، ملصق، وشم مؤقت (غير ثابت)، فتاحة زجاجات في سلسلة مفاتيح وريشة جيتار.

#### الأحداث الأخيرة: 2000-2008

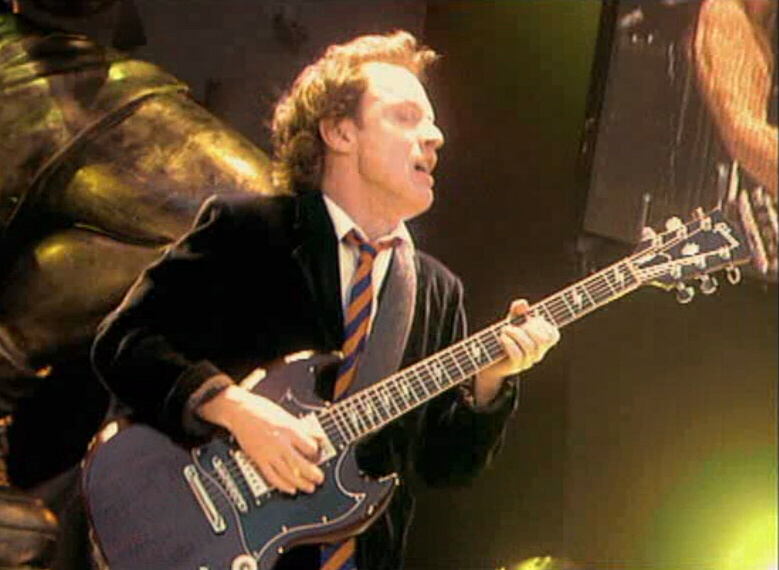
أنجوس يانج يقوم بالعزف في كولونيا، ألمانيا في عام 2001 خلال جولة Stiff Upper Lip

في عام 2000، قامت الفرقة بإصدار ستيف أبر ليب، الذي أنتجه أخوهم جورج يانج في إستديو ويرهاوس مرة أخرى في فانكوفر.لاقي الالبوم استحسانا أفضل من النقاد عن ألبوم بول بريكر ولكن يفتقر إلي أفكار جديدة. الأسترالية الإفراج تشمل علاوة القرص ثلاثة أشرطة الفيديو الترويجية العديد من العروض الحية والمسجلة في مدريد في عام 1996. وصل ستيف ابر ليب للمركز رقم 1 في خمس بلاد بما فيهم الأرجنتين وألمانيا، والمركز رقم 2 في ثلاث دول، أسبانيا، فرنسا وسويسرا، والمركز رقم 3 في أستراليا ورقم 5 في كندا والبرتغال ومركز رقم 7 في النرويج والولايات المتحدة والمجر.أول أغنية منفردة "ستيف ابر ليب" ظلت في المركز رقم 1 في قوائم مينستريم لموسيقي الروك في الولايات المتحدة لمدة أربع أسابيع. الأغاني الأخرى التي تم إصدارها حققت مراكز جيدة أيضا؛ "ستالايت بلوز" و"سيف إن نيويورك سيتي" حيت وصلوا للمركز رقم 7 و31 في قوائم مينستريم لأغاني الروك، علي التوالي.
في عام 2002، وقع إيه سي/ دي سي اتفاقية طويلة المدي ومتعددة الألبومات مع سوني ميوزيك،  والتي قامت بإصدار سلسلة نسخ معدلة من الألبومات كجزء من سلسلة النسخ المعدلة لـ إيه سي/دي سي.كل إصدار يحتوي على كتيب يقدم صور نادرة وتذكارات وملاحظات. في عام 2003، كان قد تم إعادة إصدار وتعديل لكل الألبومات القديمة (ماعدا بول بريكر ‏  و ستيف أبر ليب).و أخيرا تم إعادة إصدار بول بريكر في أكتوبر 2005، وستيف أبر ليب  لاحقا في أبريل 2007.
في 30 يوليو 2003 قامت الفرقة بالغناء مع ذا رولينغ ستونز وراش في حفلة مولسون كانديان روك فور تورونتو.تم إقامة الحفلة أمام نصف مليون من الجمهور، وكان الغرض منها مساعدة المدينة علي التغلب علي الدعاية السيئة الناجمة عن تأثير مرض سارس الوبائي عام 2003.يحمل الحفل الرقم القياسي لأكبر إيراد لحدث موسيقي في تاريخ أمريكا الشمالية. جاءت الفرقة في المرتبة الثانية في قائمة أستراليا لأعلى دخل لفنانيين لعام 2005،  والسادس لعام 2006،  بالرغم من أنهم لم يقوما بجولات منذ عام 2003 ولم يصدروا ألبوم منذ عام 2000. اكتسبت فيريزون وايرلس الحق في إصدار ألبومات كاملة لـ إيه سي/دي سي وكل حفلاتهم الحية في حفل دونينجتون لتحميله في عام 2008.
في 16 أكتوبر 2007، أصدرت كولومبيا للتسجيلات دي في دي مزدوج وثلاثي بعنوان بلاج مي إن.تتألف المجموعة من خمس وسبع ساعات من لقطات نادرة، بل حتي تسجيلات لـ إيه سي/دي سي في عرض بالمدرسة الثانوية «أيام المدرسة»، «تي إن تي»، «لديها الشجاعة» و«أنه طريق طويل إلي القمة (لو أردت أن تقوم بالروك أند روك)».كما هو حال مجوهرات العائلة ، يحتوي القرص الأول علي عروض نادرة للفرقة مع سكوت بون، والقرص الثاني عن عصر بريان جونسون. الإصدار المجمع يحتوي علي دي في دي إضافية مع 21 عرض إضافي لكل من سكوت وجونسون والمزيد من المقابلات.
قام إيه سي/دي سي بعمل أول لعبة فيديو لهم علي روك باند 2، مع "ليت زير بي روك" متضمنا كأغنية يمكن لعبها. قائمة المجموعة من حفلتهم المباشرة في دونينج في البوم حفلاتهم المباشرة تم إصداره كأغنية يمكن لعبها لسلسلة "روك باند" عن طريق اسطوانات تباع بالتجزئة حصريا في وول مارت بعنوان إيه سي/دي سي لايف: روك باند تراك باك.
نو بول بتعديل إخراجي والتي تم عمل تعديل لها حديثا، علي قرص بلو راي ودي في دي لحفلة الفرقة في بلازا دي تورزس دي لاس فينتاس بمدريد أسبانيا وتم إصداره في 9 سبتمبر 2008.

#### بلاك آيس: 2008 إلى الوقت الحاضر

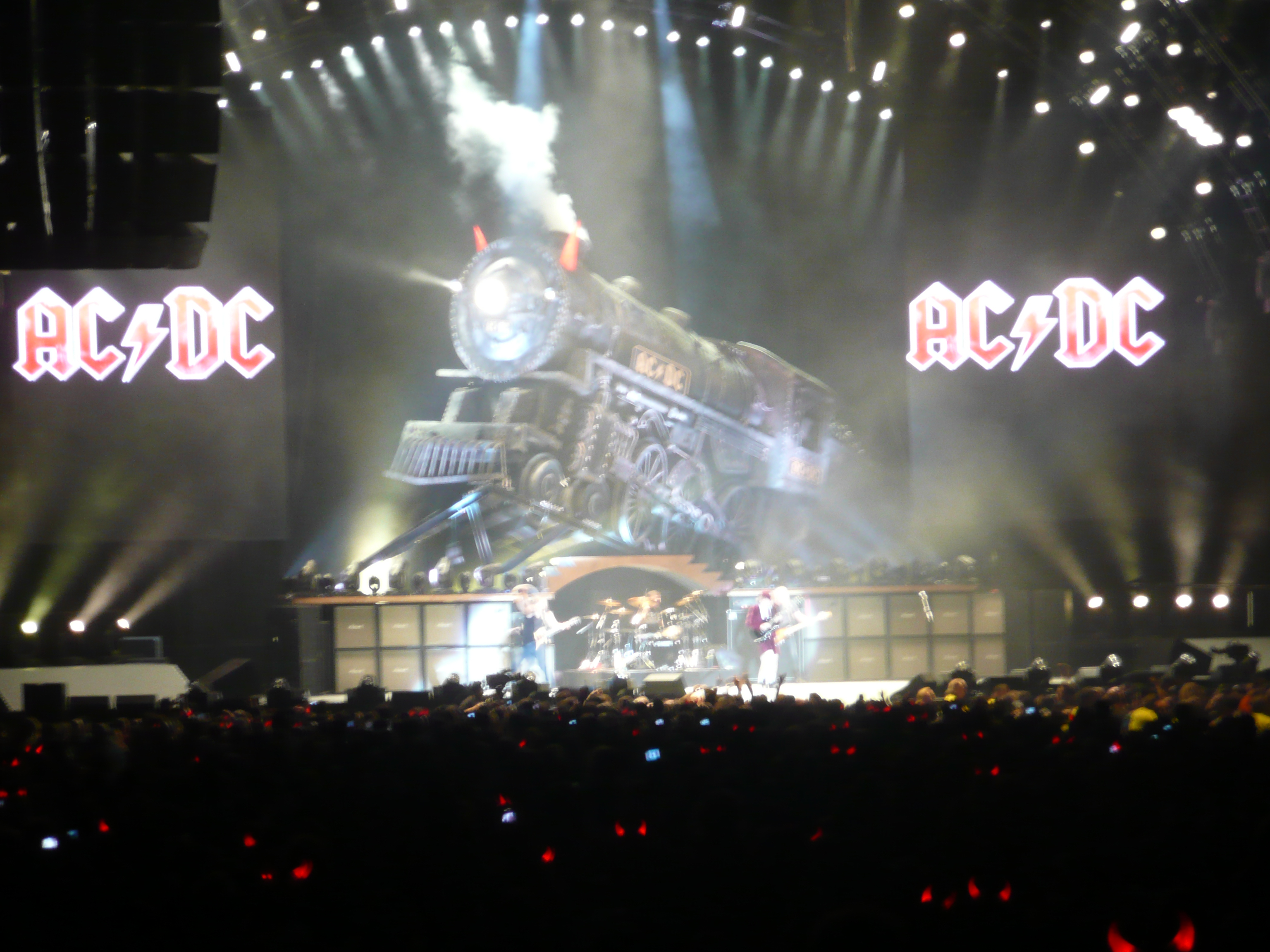
إيه سي/دي سي يؤدي في مركز روجرز خلال الجولة العالمية لألبوم بلاك آيس

في 18 أغسطس 2008 أعلنت كولومبيا للتسجيلات إصدار نسخة 18 أكتوبر الأسترالية، والإصدار العالمي في 20 أكتوبر لألبوم الأستوديو بلاك آيس.الألبوم المكون من 15 أغنية كان أول إصدار من استديو للفرقة منذ ثماني سنوات، وأنتجه بريندان أوبرايان.مثل ستيف أبر ليب، تم تسجيله في استديو ويرهاوس في فانكوفر، كولمومبيا البريطانية.تم ببع بلاك آيس حصريا في وول مارت بالولايات المتحدة وسامز كلاب وعلي الموقع الرسمي للفريق.
تم إصدار «روك أند رول ترين» أول أغنية منفردة للألبوم علي الإذاعة في 28 أغسطس.في 15 آب / أغسطس، سجل إيه سي/دي سي فيديو لأغنية من الألبوم الجديد في لندن مع اختيار خاص لمشجعين يحصلوا علي فرصة الظهور في الفيديو.
تم إعلان الجولة العالمية التي مدتها 18 شهر لألبوم بلاك آيس لدعم الألبوم الجديد يوم 11 سبتمبر وبدأت يوم 28 أكتوبر في ويكرز بار ببنسلفانيا. تم إعلان 24 موعد في أمريكا الشمالية في خلال أكتوبر وتنتهي في ناشفيل بتنيسي في 31 يناير 2009.فرقة من شمال أيرلندا تعرف بـ «ذا أنسار» («الجواب») ستكون هناك في الحفل الافتتاحي خلال الجزء الخاص بالجولة في أمريكا الشمالية.

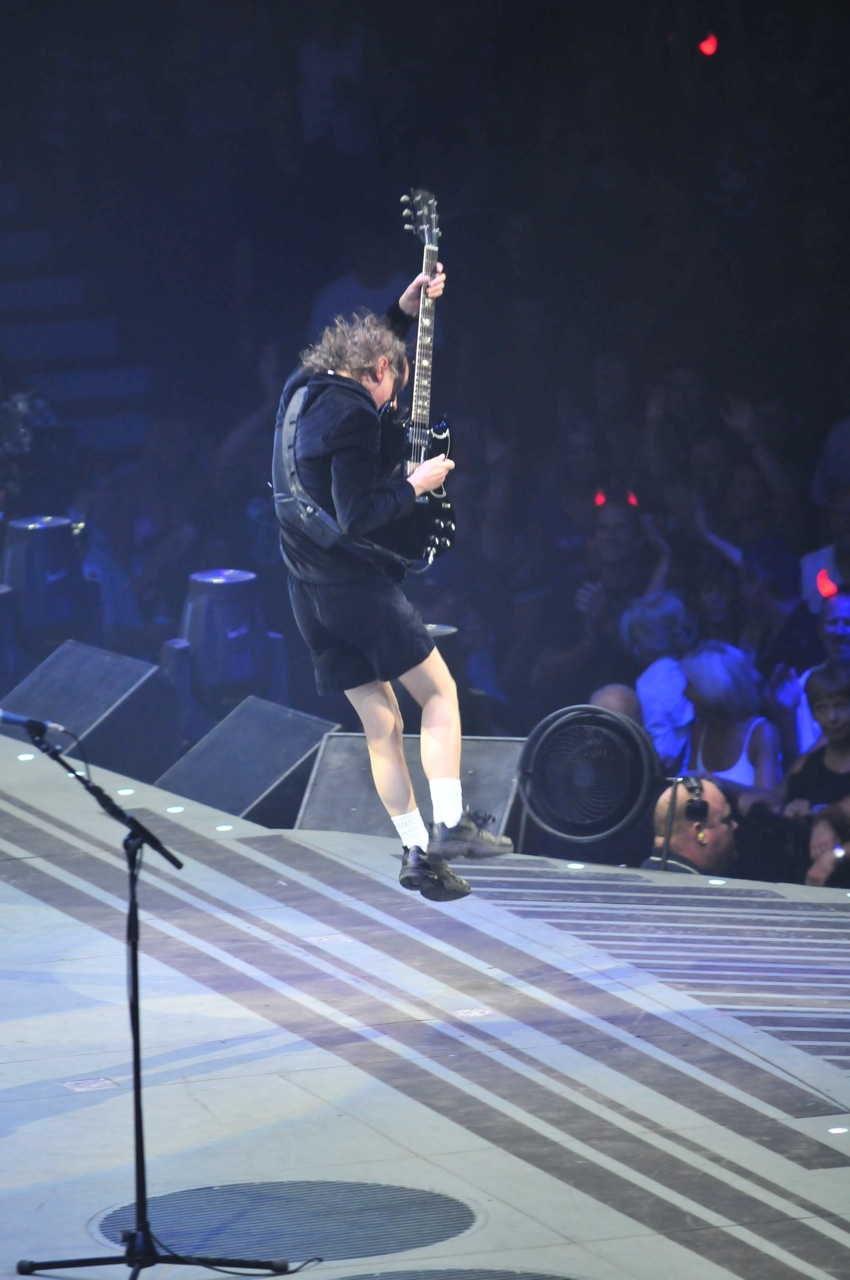
أنجوس يونغ onstage الغريبة في سكوتيابنك مكان في أوتاوا 2009

ظهر إيه سي/ دي سي لأول مرة في 15 سبتمبر 2008 علي إذاعة سيريوس 19 وإذاعة إكس إم 53.محطة الإكسيكلوسيف 24/7 المحدودة تلعب أغاني كلاسيكية مثل "يو شوك مي أول نايت لونج" وباك إن بلاك"، وتعرض أغاني من إصدارهم القادم بلاك آيس وتقدم مقابلات مع أعضاء الفرقة، الذين شاركوا برؤيتهم الشخصية في موسيقاهم ومهنتهم، لأكثر من 30 سنة.
مع إصدار بلاك آيس في أمريكا الشمالية في 20 أكتوبر 2008، قدمت كولومبيا للتسجيلات وولمارت «روك أجين إيه سي/دي سي ستورز» مع ألبوم بلاك آيس ليحتل مركز الصدارة.كانت المرة الأولي في تاريخ ولمارت أن يتم تصميم مثل كل تلك المساحة الكبيرة للاحتفال بإصدار ألبوم جديد.في أكتوبر 2008، قدمت إم تي في مع وول مارت وكولومبيا للتسجيلات «إيه سي/دي سي روك باند ستورز» في نيويورك، في تايمز سكوير ولوس أنجلوس.تم إرسال أغاني «بلاك آيس» في شوارع تلك المدينتان بعد إصدار بلاك آيس، لتلعب موسيقي إي سي/دي سي بصوت عالي ولتكون في عدد من المحطات كل يوم لبيع الألبوم.

## التقديرات

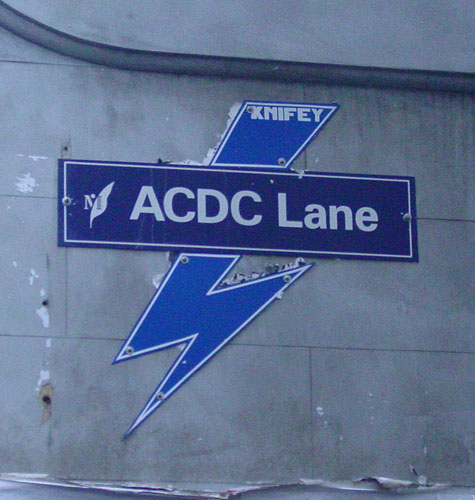
علامة الشارع للحارة بالمسماه ب ACDC، ميلبورن

تم دخول إيه سي/دي سي إلي صالة الشهرة للروك أند رول في مارس 2003.و خلال المراسم قامت الفرقة بغناء "هاي واي تو هيل" و«يو شوك مي أو نايت لونج» مع أصوات مساعدة مقدمة من المضيف ستيفن تايلور من فرقة إيروسميث.لقد وصف قوة أوتار الفرقة بأنها «الرعد من أسفل والذي يعطيك أفضل ثاني أقوي مشاعر جياشة والتي من الممكن أن تتدفق عبر جسدك». وخلال خطاب القبول، قام برايان جونسون باقتباس أغنيتهم لعام 1977 «ليت زير بي روك»
في مايو 2003، قبل مالكلوم يانج جائزة تيد ألبرت للخدمات الممتميزة للموسيقي الأسترالية في حفل الفائزون بجوائز الموسيقي لعام 2003، والذي من خلاله أعرب عن تقديره الخاص لبون سكوت.
في 1 أكتوبر 2004، تم إطلاق اسم إيه سي دي سي علي حارة من حارات كوربورشن من شوارع وسط ملبورن علي شرف الفرقة.بينما كانت قد منعت مدينة ميلبورن استخدام الشرطة المائلة "/" في أسماء الشوارع، لذلك كانت الأربع أخرف بدون فاصل. الحارة قريبة من شارع سوانستون، علي ظهر الشاحنة سجلت الفرقة فيديو للأغنية الناجحة لعام 1975 "إنه طريق طويل إلي القمة (إذا أردت أن تقوم بالروك أند رول)". وبالإضافة إلى ذلك، أحد شوارع ليجانيس (كوميونديد دي مدريد) في أسبانيا وكان اسمه كالي دي إيه سي/ دي سي" في 2 آذار / مارس 2000.
منذ أن بدأ نيلسون ساوند سكان لتتبع مبيعات الموسيقي في 1991، كان إيه سي/ دي سي قد باع أكثر من 26 ز4 مليون ألبوم، جاعلين من مبيعاتهم ثاني أعلي مبيعات بعد البيتلز، لتفوق مبيعات كل من ذا رولينغ ستونز و«The Who».على مدى السنوات الخمس الماضية، إنخفضت مبيعات الإسطوانات بشكل عام، وكانت مبيعات إيه سي/دي سي قد باعت بشكل جيد أو أفضل.باعوا أكثر من 1.3 مليون سي دي في الولايات المتحدة خلال عام 2007، بالرغم من عدم إصدارهم ألبوم جديد منذ عام 2001 إلي وقتنا هذا.
في عام 2009 اتحاد صناعة التسجيلات في الولايات المتحدة رفع مستوى مبيعات الفريق في الولايات المتحدة من 69 مليون إلي 71، جاعلا إيه سي/ دي سي خامس أفضل فرقة من حيث المبيعات في تاريخ أمريكا وتاسع أحسن فنان من حيث المبيعات، لبيعه ألبومات أكثر من مادونا وماريا كاري ومايكل جاكسون. صنفت أر أي إيه إيه بألبوم باك إن بلاك بأنه الماسة المزدوجة (عشرون مليون) في مبيعات الولايات المتحدة، وبحلول عام 2007 كان الألبوم قد باع 22 مليون نسخة والتي نقلته للمركز الخامس.

## أعضاء الفريق

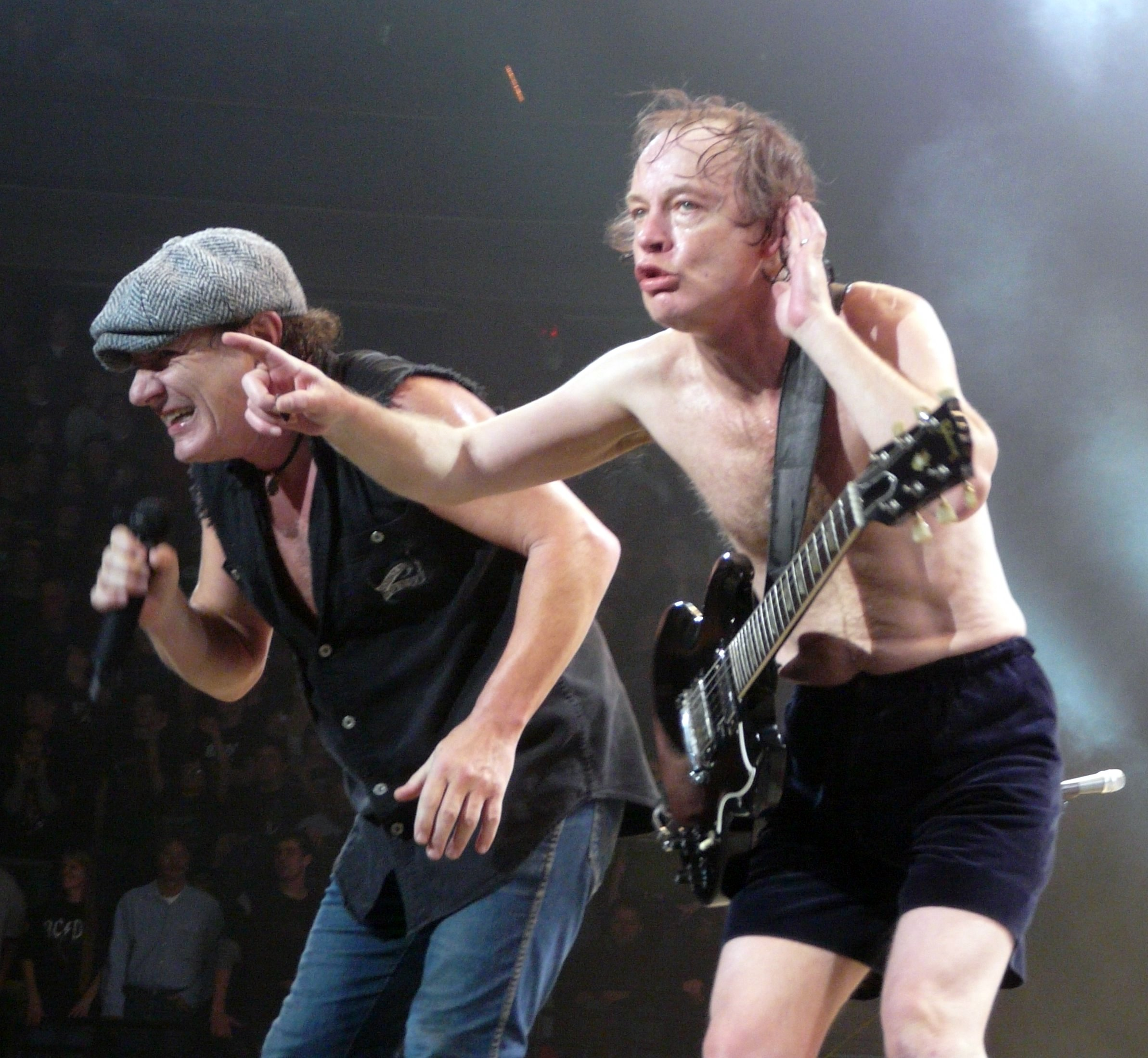
بريان جونسون (إلى اليسار) وانجوس يونغ (اليمين) في سانت بول (مينيسوتا)، 23 نوفمبر 2008

- بريان جونسون -مغني رئيسي (1980 حتى الآن)
- أنجوس يونغ - يعزف الجيتار (1973 حتى الآن)
- مالكولم يونغ - عاوف جيتار، مغني مساعد (1973 حتى الآن)
- كليف وليامز - عازف جيتار، مغني مساعد (1977 حتى الآن)
- فيل رود - عازف طبلة وإيقاع (1975-1983، 1994 حتى الآن)

### الأعضاء السابقون
- ديف ايفانز - مغني رئيسي (1973-1974)
- بون سكوت - مغني رئيسي (1974-1980)
- مارك ايفانز - عازف جيتار، مغني مساعد (1975-1977)
- سايمون رايت - عازف طبلة (1983-1989)
- كريس سلاد - عازف طبلة (1989-1994)

## لائحة التسجيلات

### ألبومات الاستوديو
- هاي فولتاتج  (أستراليا) (1975)
- تي ان تي) 1975).
- هاي فولتاتج (الدولي) (1976)
- دريتي ديدز دون ديرت تشيب  (1976)
- ليت زير بي روك (1977)
- باوريدج (1978)
- باك إن بلاك (1980)
- فور زوس أبوت تو روك وي سالوت يو  (1981)
- فليك اوف زا سويتش  (1983)
- فلاي أون ذا وول (1985)
- من الذي صنع من (1986)
- تفجير الفيديو الخاص بك  (1988)
- ذا رازور إيدج (1990)
- بول بريكر  [لغات أخرى]‏ (1995)
- ستيف أبر ليب (2000)
- بلاك آيس  (2008)